# Rijnwaarden
Rijnwaarden est une ancienne commune de la province néerlandaise de la Gueldre. Elle comptait 10 849 habitants au 30 avril 2017 (source: CBS) et avait une superficie de 44,86 km² (dont 8 km² d'eau). À la suite de la réorganisation municipale du 1er janvier 2018, elle a été annexée à la commune de Zevenaar.

## Histoire
C'est là que le Rhin pénètre aux Pays-Bas. À cet endroit le vieux Rhin occupe le bras de rivière où coulait le cours principal du fleuve.
Rijnwaarden a été constitué en 1985 par la fusion des communes de Herwen en Aerdt et Pannerden. La nouvelle commune travaille en étroite collaboration dans divers domaines avec Zevenaar, Duiven et Westervoort. Avec ces communes Rijnwaarden forme le streek de Liemers.
C’est lors de la réunion du 27 janvier 2016 qu’a été décidée la fusion des communes de Rijnwaarden et de Zevenaar à partir du 1er janvier 2018. Rijnwaarden se sentait trop petite pour une simple coopération et a donc opté pour la fusion. Une procédure d’observation a eu lieu du 4 février au 31 mars 2016.